# Kántor Sándor Fazekasház
A karcagi Kántor Sándor Fazekasház Jász-Nagykun-Szolnok vármegye egyik nevezetes fazekasközpontjának állít emléket. A kiállítóhely névadója, Kántor Sándor a karcagi fazekasság és a népi iparművészet kiemelkedő alakja volt, aki munkásságáért 1978-ban Kossuth-díjat kapott.
A telken az egykori, 18. századi állattartásra berendezkedett életmódnak megfelelően a gazdasági épületek álltak az úthoz közel, s a lakóépület távolabb épült. A fennmaradt lakóház a 19. század utolsó harmadában épült népi klasszicista stílusban. Módos paraszt tulajdonában volt, s utcai szobájában ennek a gazdag paraszti rétegnek jellegzetes szobaberendezését állították fel. A többi helységben a karcagi fazekasságot, Kántor Sándor életművét bemutató kiállítást rendeztek be. A 20. század elején Kántor Sándor fazekasműhelye működött a házban.

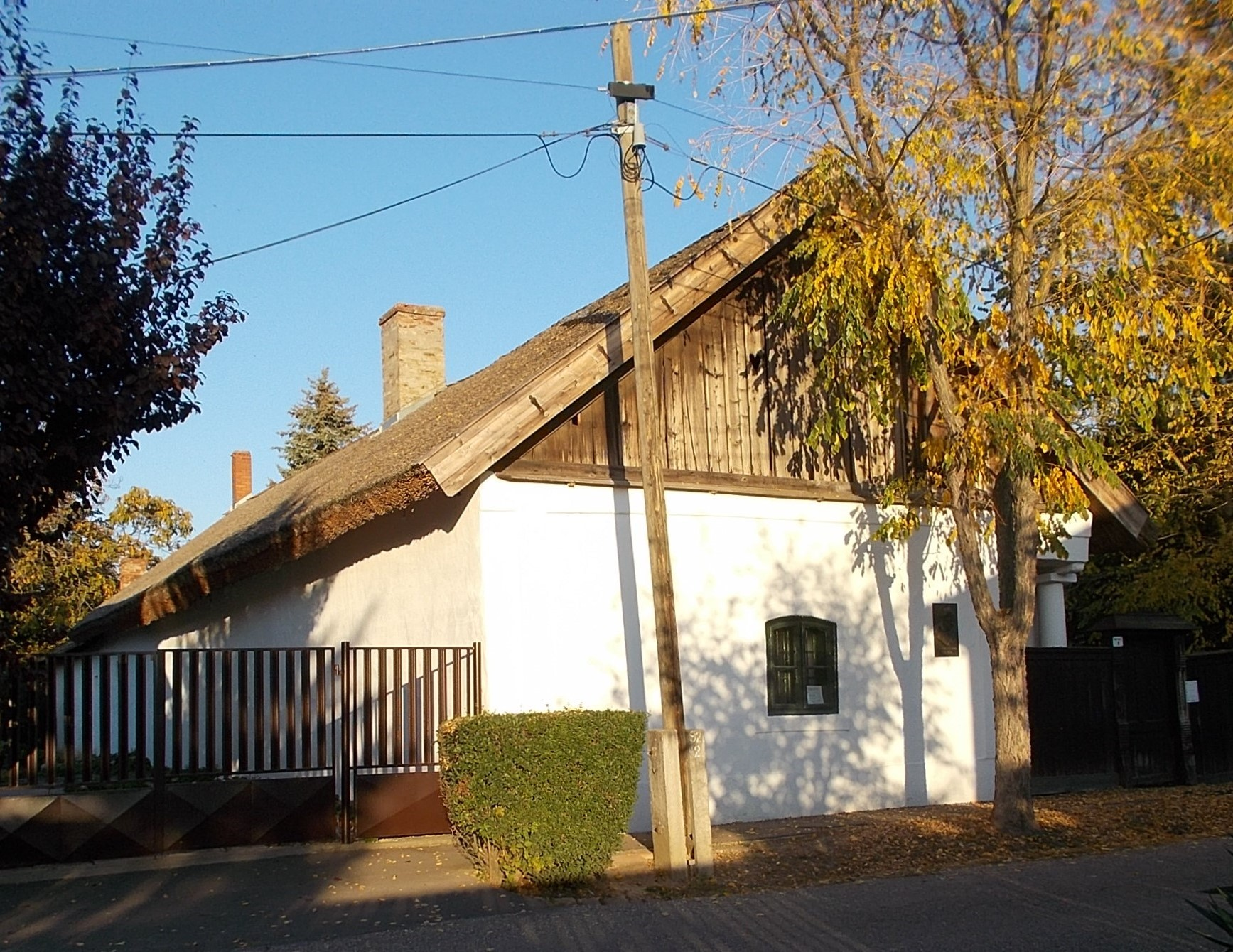
Kántor Sándor Fazekasház Karcag, Erkel Ferenc utca 1
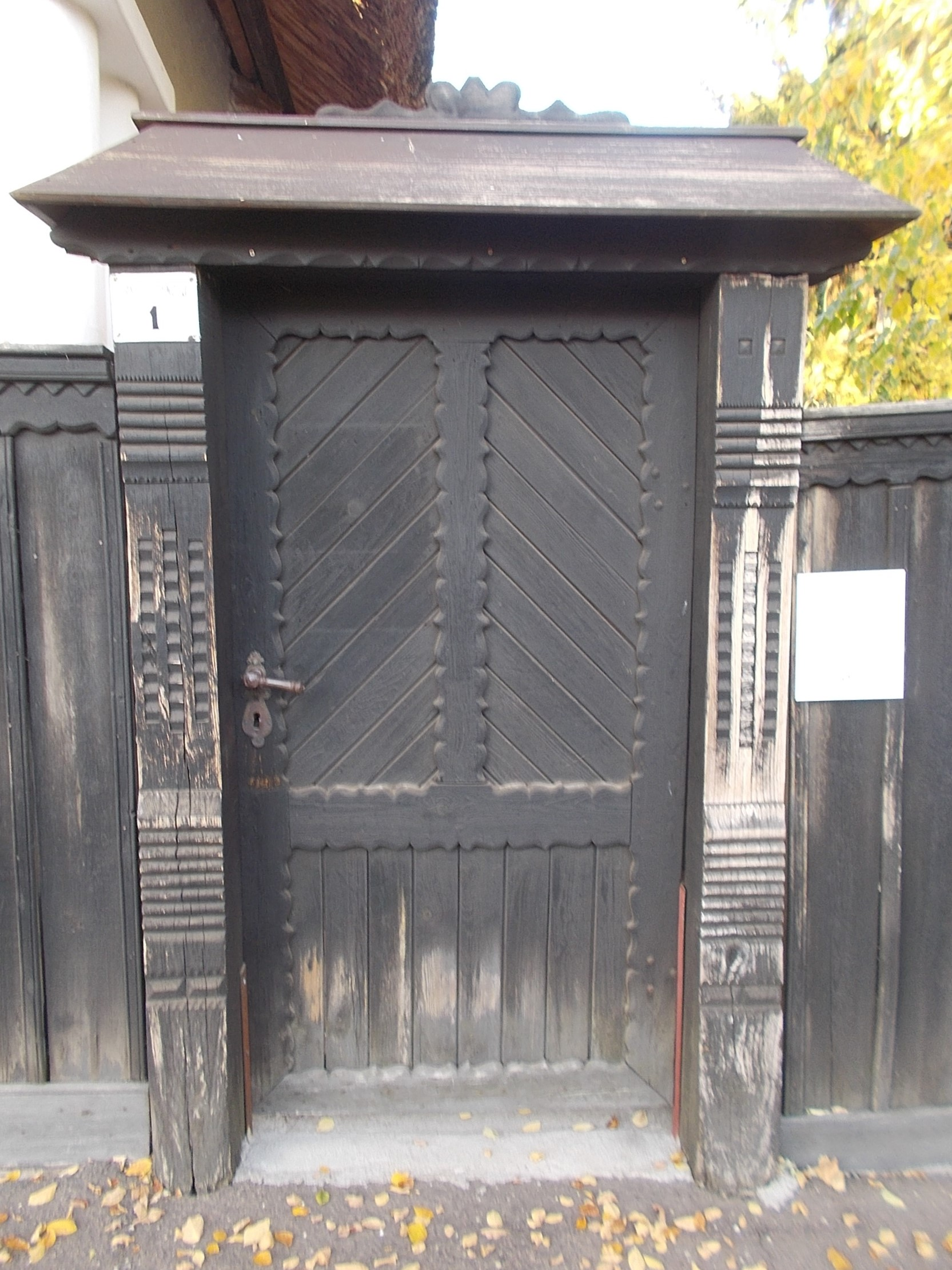
A ház kapuja (kunsági koporsós kapu)
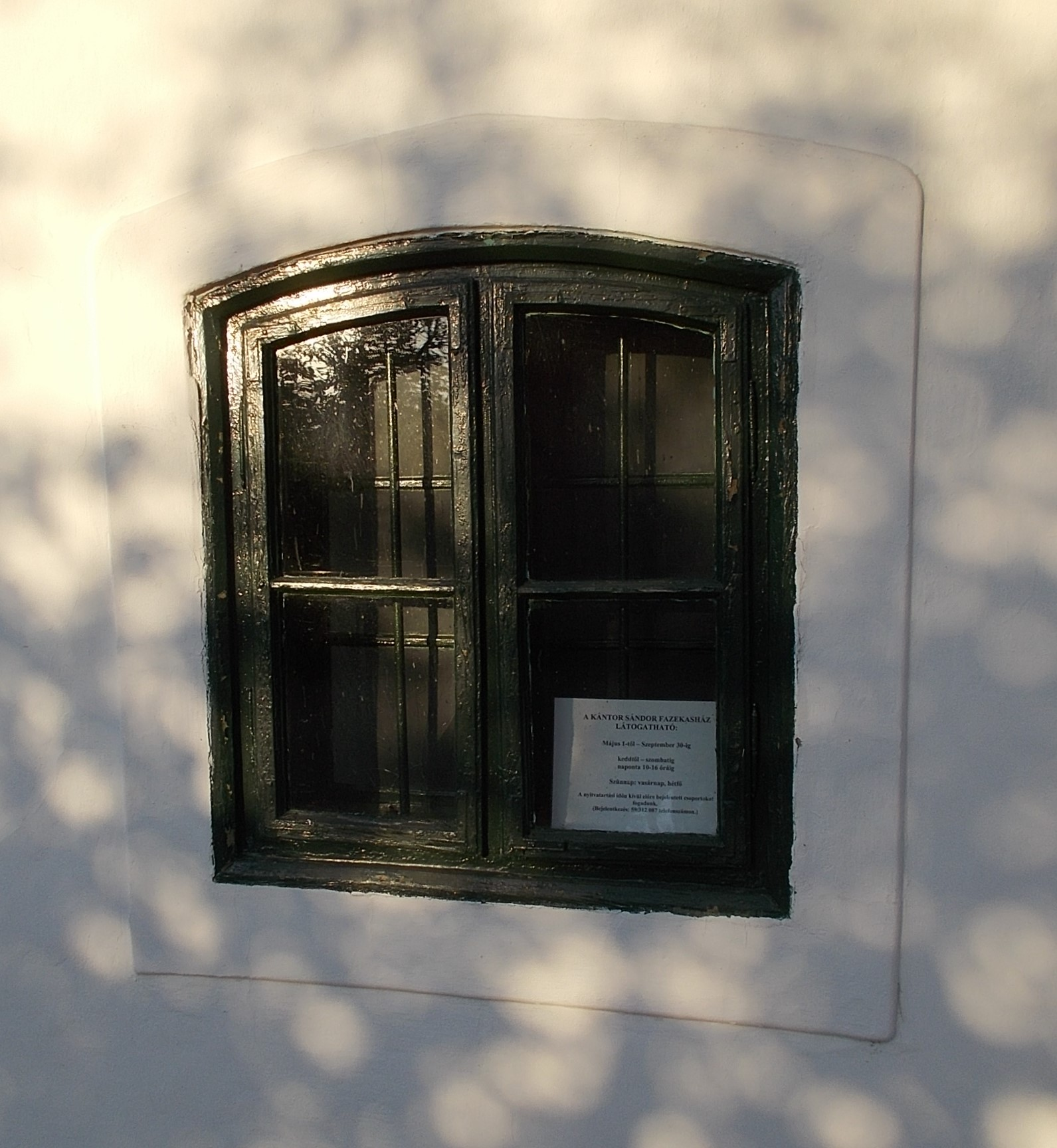
A ház ablaka